# Gnophos nubilata
Gnophos nubilata är en fjärilsart som beskrevs av Fuchs 1872. Gnophos nubilata ingår i släktet Gnophos och familjen mätare. Inga underarter finns listade i Catalogue of Life.